# Vepris mandangoana
Vepris mandangoana är en vinruteväxtart som beskrevs av S. Lisowski. Vepris mandangoana ingår i släktet Vepris och familjen vinruteväxter. Inga underarter finns listade i Catalogue of Life.